# 덧셈 역원
수학에서, 어떤 수의 덧셈 역원(-逆元, 영어: additive inverse) 또는 반수(反數, 문화어: 반대수, 영어: opposite number)는 그 수에 더했을 때  덧셈 항등원(0)이 되는 수이다. 실수의 반수는 원래의 수에서 절댓값을 그대로 둔 채 부호만을 정반대로 취하여 얻는다. 양수의 반수는 음수, 음수의 반수는 양수, 0의 반수는 0이다.
예를 들어, 7의 반수는 -7이며, -3.5의 반수는 3.5이다. 이는 7 + (-7) = 0이며 (-3.5) + 3.5 = 0이기 때문이다.
결합 법칙과 교환 법칙을 만족시키고 항등원을 갖춘 이항 연산은 흔히 덧셈으로 여겨지며, 덧셈 역원은 이러한 이항 연산에 대하여 일반화될 수 있다. 이 경우 보다 일반적인 구조 위의 뺄셈이나 덧셈 역원에 대한 닫힘 등의 성질을 다룰 수 있다.

## 정의
덧셈 역원은 임의의 덧셈 아벨 군 {\displaystyle (A,0_{A},+)}의 원소 {\displaystyle a\in A}에 대하여 정의할 수 있다. (덧셈이 주어진 정수환, 유리수체, 실수체, 복소수체, 행렬 공간, 다항식환, 함수 공간 등은 모두 아벨 군의 예이다.) 이 원소의 덧셈 역원은 등식
{\displaystyle a+(-a)=0_{A}}
을 만족시키는 원소 {\displaystyle -a\in A}를 뜻한다. 각 원소의 덧셈 역원은 유일한데, 이는 만약 {\displaystyle b,b'\in A}가 모두 {\displaystyle a}의 덧셈 역원이라면,
{\displaystyle b=b+0_{A}=b+(a+b')=(b+a)+b'=0_{A}+b'=b'}
이 성립하기 때문이다.

## 성질

### 뺄셈과의 관계
덧셈 아벨 군 {\displaystyle A} 위의 뺄셈은 덧셈과 덧셈 역원을 통해 다음과 같이 정의할 수 있다.
{\displaystyle a-b:=a+(-b)\qquad (a,b\in A)}
반대로, 덧셈 역원은 뺄셈에서 피감수가 덧셈 항등원인 특수한 경우이다.
{\displaystyle -a=0_{A}-a\qquad (a\in A)}

### 항등식
덧셈 아벨 군 {\displaystyle A} 위에서, 다음과 같은 항등식들이 성립한다.
- (덧셈의 보존) {\displaystyle -(a+b)=-a-b}
- (대합) {\displaystyle -(-a)=a}
- {\displaystyle a-(-b)=a+b}

만약 {\displaystyle A}에 곱셈을 추가하여 환을 이루게 된다면, 다음과 같은 항등식들이 추가로 성립한다.
- (양쪽 곱셈의 보존) {\displaystyle (-a)b=a(-b)=-ab}
- {\displaystyle (-a)(-b)=ab}

만약 {\displaystyle A}의 0이 아닌 모든 원소가 곱셈 역원을 갖는다면, (즉, {\displaystyle A}가 나눗셈환을 이룬다면,) 다음과 같은 항등식들이 추가로 성립한다.
- (곱셈 역원의 보존) {\displaystyle (-a)^{-1}=-a^{-1}}
- {\displaystyle (-a)/b=a/(-b)=-a/b}
- {\displaystyle (-a)/(-b)=a/b}

예를 들어, 임의의 복소수의 경우, 위 항등식들은 모두 성립한다.

## 예
덧셈 가환 모노이드에 대해서도 반수를 취하는 연산에 대하여 닫혀있는지를 논할 수 있다. 예를 들어, 정수, 유리수, 실수, 복소수의 집합은 각각 반수를 취하는 연산에 대하여 닫혀있다. 즉, 이들의 반수는 각각 정수, 유리수, 실수, 복소수이다. 그러나 자연수, 기수, 순서수의 반수는 (0을 제외하면) 각각의 집합 속에서 찾을 수 없으므로 이들의 집합은 반수에 대하여 닫혀있지 않다.

## 같이 보기
- 절댓값
- 역수
- 선대칭